# Dasyphyllum inerme
Dasyphyllum inerme là một loài thực vật có hoa trong họ Cúc. Loài này được (Rusby) Cabrera mô tả khoa học đầu tiên năm 1959.